# Condado de Washington (Indiana)
El condado de Washington (en inglés: Washington County) es un condado en el estado estadounidense de Indiana. En el censo de 2000 el condado tenía una población de 27 223 habitantes. Forma parte del área metropolitana de Louisville - Condado de Jefferson. La sede de condado es Salem. El condado fue formado en 1814 y fue nombrado en honor a George Washington, el primer Presidente de los Estados Unidos.

## Geografía

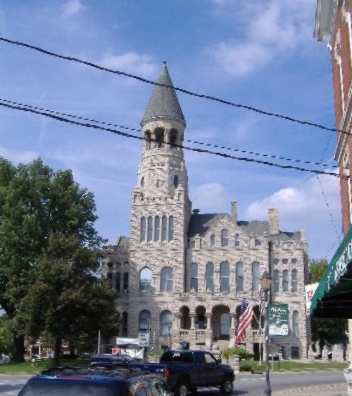
Juzgado del condado de Washington en Indiana.

Según la Oficina del Censo, el condado tiene un área total de 1338 km² (517 sq mi), de la cual 1332 km² (514 sq mi) es tierra y 6 km² (3 sq mi) (0,41%) es agua.

### Condados adyacentes
- Condado de Jackson (norte)
- Condado de Scott (noreste)
- Condado de Clark (sureste)
- Condado de Floyd (sur y sureste)
- Condado de Harrison (sur)
- Condado de Crawford (suroeste)
- Condado de Orange (oeste)
- Condado de Lawrence (noroeste)

## Autopistas importantes
- U.S. Route 150
- Ruta Estatal de Indiana 39
- Ruta Estatal de Indiana 56
- Ruta Estatal de Indiana 60
- Ruta Estatal de Indiana 66
- Ruta Estatal de Indiana 135
- Ruta Estatal de Indiana 160
- Ruta Estatal de Indiana 256
- Ruta Estatal de Indiana 335
- Ruta Estatal de Indiana 337

## Demografía
En el  censo de 2000, hubo 27 223 personas, 10 264 hogares y 7585 familias residiendo en el condado. La densidad poblacional era de 53 personas por milla cuadrada (20/km²). En el 2000 había 11 191 unidades habitacionales en una densidad de 22 por milla cuadrada (8/km²). La demografía del condado era de 98,75% blancos, 0,13% afroamericanos, 0,13% amerindios, 0,16% asiáticos, 0,01% isleños del Pacífico, 0,24% de otras razas y 0,58% de dos o más razas. 0,73% de la población era de origen hispano o latino de cualquier raza. 
La renta promedio para un hogar del condado era de $36 630 y el ingreso promedio para una familia era de $42 618. En 2000 los hombres tenían un ingreso medio de $29 929 versus $21 944 para las mujeres. La renta per cápita para el condado era de $16 748 y el 10,60% de la población estaba bajo el umbral de pobreza nacional.

## Ciudades y pueblos
| - Campbellsburg - Fairview - Fredericksburg | - Hardinsburg - Little York - Livonia | - Martinsburg - New Pekin - Pekin | - Plattsburg - Salem | - Saltillo - South Boston |